# James Richardson (darter)
James Richardson (Londen, 7 januari 1974) is een Engelse dartsspeler die tot 2020 uitkwam voor de PDC.
Hij maakte bekendheid door in de eerste ronde van het PDC World Darts Championship 2012 vijfvoudig wereldkampioen Raymond van Barneveld te verslaan. Na een aantal magere jaren raakte Richardson in 2020 zijn PDC Tourcard kwijt. Hij besloot hierop mee te gaan doen aan WDF toernooien. Een daarvan was de Scottish Open 2020, waarin Richardson in de laatste 16 verloor van  Paul Hogan.
In 2021 speelde Richardson in de tweede divisie van de PDC: de Challenge Tour. Hij won hierbij toernooi 11 door Schot Jason Hogg in de finale met 5-1 te verslaan.
In 2022 won Richardson voor het eerst een toernooi bij de WDF: in de finale van de Denmark Masters versloeg hij Jelle Klaasen met 6-5.

## Resultaten op wereldkampioenschappen

### PDC
- 2012: Laatste 32 (verloren van Kim Huybrechts met 1–4)
- 2013: Laatste 64 (verloren van Andy Hamilton met 1-3)
- 2018: Laatste 16 (verloren van Jamie Lewis met 1–4)
- 2020: Laatste 64 (verloren van John Henderson met 0-3)

### WDF

#### World Championship
- 2022: Laatste 32 (verloren van Scott Marsh met 2-3)
- 2023: Laatste 16 (verloren van Wesley Plaisier met 0-3)

## Resultaten op de World Matchplay

### WSDT (Senioren)
- 2024: Laatste 16 (verloren van Leonard Gates met 5-8)